# Фрідом (Мен)
Фрідом (англ. Freedom) — місто (англ. town) в США, в окрузі Волдо штату Мен. Населення — 711 особа (2020).

## Демографія
Згідно з переписом 2010 року, у місті мешкало 719 осіб у 292 домогосподарствах у складі 192 родин. Було 343 помешкання
Расовий склад населення:
| - 97,9 % — білих - 0,3 % — корінних американців - 0,3 % — чорних або афроамериканців - 0,3 % — азіатів |

До двох чи більше рас належало 1,0 %. Частка іспаномовних становила 1,3 % від усіх жителів.
За віковим діапазоном населення розподілялося таким чином: 22,7 % — особи молодші 18 років, 63,0 % — особи у віці 18—64 років, 14,3 % — особи у віці 65 років та старші. Медіана віку мешканця становила 44,7 року. На 100 осіб жіночої статі у місті припадало 96,4 чоловіків;  на 100 жінок у віці від 18 років та старших — 100,0 чоловіків також старших 18 років.
Середній дохід на одне домашнє господарство  становив 61 074 долари США (медіана — 50 833), а середній дохід на одну сім'ю — 69 132 долари (медіана — 53 438). Медіана доходів становила 43 125 доларів для чоловіків та 36 827 доларів для жінок. За межею бідності перебувало 20,3 % осіб, у тому числі 30,4 % дітей у віці до 18 років та 19,0 % осіб у віці 65 років та старших.
Цивільне працевлаштоване населення становило 365 осіб. Основні галузі зайнятості: освіта, охорона здоров'я та соціальна допомога — 29,9 %, сільське господарство, лісництво, риболовля — 10,7 %, будівництво — 9,3 %, роздрібна торгівля — 9,0 %.